# Andris Biedriņš
Andris Biedriņš, né le 2 avril 1986 à Riga, Lettonie, est un ancien basketteur professionnel letton.

## Biographie
Mesurant 2,11 m, il joue au poste de pivot. Après deux années passées dans le club letton du BK Skonto, il s'inscrit à la draft 2004. Il a alors 18 ans et est drafté en 11e position par les Warriors de Golden State.
C'est durant la saison 2006-07 qu'il devient titulaire, sous les ordres du coach Don Nelson. Il va s'imposer comme l'un des meilleurs pivots de la NBA et le prouver dès le début de la saison 2008-2009 en étant le joueur captant le plus de rebond (11,5 par match) et en devenant cocapitaine de l'équipe avec Stephen Jackson.
Le 5 juillet 2013, les Warriors transfèrent Biedriņš au Jazz de l'Utah avec ses coéquipiers Brandon Rush et Richard Jefferson pour faire de la place dans la masse salariale des Warriors afin qu'ils puissent signer Andre Iguodala. Le transfert est officialisé le 10 juillet. Le 5 avril 2014, il est coupé par le Jazz. En six matches avec le Jazz, il ne dispute que 7,5 minutes par match en moyenne.